# 高佳
高佳（1965年9月27日—），是曾经效力于中国甲A联赛上海申花的格鲁吉亚足球守门员。
1995年初，当时的申花队主帅徐根宝前往圣彼得堡，从斯密纳俱乐部中选中了他，当时的工资每月只有1000美元。
1995年甲A联赛第一场刚刚加盟上海申花的高佳表现一般，但是第二场比赛原球队主力门将蔡建林表现不佳，高佳再次获得信任，并最终坐稳了主力位置。1995年申花取得了前所未有的成绩，高佳也成了上海家喻户晓的名字。
但是1996年高佳基本功不扎实等问题逐渐暴露，尤其客场对山东济南泰山时将对方一脚并无太大威胁的远射脱手拍入了球门，又从英雄成为了球迷批评的焦点。次年，高佳跟随徐根宝转会去了当时甲B联赛的广州松日，而上海申花则又找来了一位前苏联门将瓦列里。
高佳退役后成为了足球经理人，并曾经返回中国会见朋友。